# Aastra Technologies
Aastra Technologies Limited  est un groupe spécialisé dans la communication d’entreprise. Basé à Concord en Ontario au Canada, Aastra développe et commercialise des solutions intégrées à destination des entreprises de toute taille. La gamme de logiciels basés sur les technologies traditionnelles et IP d’Aastra couvre les besoins en communication et collaboration des entreprises. Ces solutions comprennent outils de gestion de réseau, terminaux téléphoniques, systèmes et applications informatiques.
La société était cotée en bourse sous le code AAH . En 2014 la société est reprise par Mitel et le titre est retiré de cotation.

## Historique
Aastra Technologies Limited a été fondée en 1983 comme une entreprise d’ingénierie dans le secteur de l’aviation et de la défense.
En 1992, la société s’est lancée sur le marché de la télécommunication et a démarré avec le développement ainsi que la commercialisation de produits pour le marché résidentiel.
En 1999, elle était le plus grand fournisseur d’appareils d’identification d’appel en Amérique du Nord. Entre 2000 et 2002, Aastra était un fournisseur très important de terminaux système et de gateways grâce à l’acquisition de la division Access Solutions de Nortel Networks, des produits Centrex de Nortel Meridian Business Systems et de la division Digital Video de Lucent.
Parmi ses clients on peut distinguer Bell Canada, British Telecom, Cable & Wireless, CBS, CNN, COLT Telecom, Qwest, Sprint et Time Warner.
En 2003, Aastra décide de se lancer dans la téléphonie d’entreprise, et dans ce cadre se porte acquéreur , de manière successive, de différentes divisions d’entreprises européennes :
- Ascom Holdings AG “Division PBX” (septembre 2003)
- EADS Telephony Business (février 2005)
- DeTeWe Telecom System Business (juillet 2005)
- Ericsson Business (mars 2008)[2]

### Reprise d'Ascom Holdings AG “Division PBX” (septembre 2003)
Alors qu’Aastra n’était pas du tout présente en Europe, le département "PBX" de Ascom était déjà très actif: elle avait des bureaux dans 14 pays européens.
Elle avait pour activité le développement, la vente, l’installation et l’entretien de centraux téléphoniques IntelliGate. Des sociétés telles que Swisscom, Telefonica et Telecom Italia distribuaient ses produits ; grâce à cela, Ascom occupait la cinquième place sur le marché européen.
Avant cette reprise, Aastra était active uniquement sur le marché des postes téléphoniques, des accès aux réseaux et des diffuseurs de vidéo. Elle ne possédait aucun central téléphonique dans sa gamme de produits.
Cette complémentarité aussi bien géographique qu’au niveau des produits, faisait d'Ascom PBX le partenaire idéal d'Aastra pour étendre ses activités.

### Reprise d'EADS Telephony Business (février 2005)
L’activité de EADS TELECOM était le développement, la vente, l’installation et l’entretien de solutions de télécommunications sécurisées, basées sur Aastra 5000, sa gamme de centraux téléphoniques.
EADS TELECOM Benelux faisait partie de EADS TELECOM, la branche stratégique du groupe EADS (European Aeronautic Defence and Space) axé sur les télécommunications.
Cette société se classait en cinquième position sur le marché européen de la téléphonie d’entreprise convergente et en seconde position en France (Aastra), avec respectivement 7 et 30 % de part de marché.

### Reprise de DeTeWe Telecom System Business (juillet 2005)
DeTeWe Telecom System Business faisait partie du groupe allemand Rochling, dont le siège principal se situe à Mannheim. DeTeWe Business est spécialisé dans les centraux téléphoniques et la téléphonie sans fil (DECT).
L’histoire de DeTeWe en Allemagne remonte à plus de 100 ans avec la production des premiers téléphones allemands. En Allemagne, la société possède un vaste réseau de distribution. DeTeWe Business occupe une forte position au niveau des produits de communication sans fil, commercialisés sous leur propre nom ainsi qu’en qualité de OEM. Quelques partenaires d'OEM sont NEC Philips, Nortel, Deutsche Telekom, Belgacom et KPNTelecom.

### Reprise d'Ericsson (mars 2008)
Ericsson se recentre sur son activité avec les opérateurs et cède sa division PABX à Aastra Technologies.

### Rachat par Mitel (Novembre 2013)
En novembre 2013, Mitel et  Aastra (Matra Nortel Communication) annoncent leur fusion pour former une grosse structure de plus de 1 milliard de dollars. On ne peut pas parler de rachat, puisque le mariage se fait via un échange d'actions. Néanmoins, la marque Aastra disparait des produits au profit de Mitel.

## Matériel

### Plateformes de communication
- Aastra 5000 : La solution Aastra 5000 est une application logicielle de Téléphonie sur IP, résolument tournée vers les grandes entreprises et leurs besoins. Elle bénéficie des dernières évolutions technologiques pour proposer aux collaborateurs une productivité et une efficacité accrues ainsi qu’une grande flexibilité de déploiement et d’intégration au sein du Système d’Information.

- Aastra IntelliGate : La gamme IntelliGate offre l’intégralité des fonctions de la Voix sur IP en vue de l’utilisation du réseau de données interne pour la communication vocale ou de l’interconnexion de plusieurs sites par IP. Même les postes de travail distants et les filiales peuvent être intégrés dans l’environnement de communication de l’entreprise par des accès Internet haut débit.

- Aastra 5000 : La gamme Aastra 5000 est ouverte sur les standard du marché de la Téléphonie sur IP, y compris SIP, Wi-Fi, H323, les interfaces des applications de CTI et d’administration unifiée.

- Aastra 800 (site disponible en anglais actuellement) : Le tout nouveau PBX Aastra 800 est la réponse directe d'Aastra au logiciel ouvert Asterisk; il s'agit d'un logiciel gratuit, fonctionnant sur une plateforme Windows avec interface graphique et permettant l'intégration d'accès SIP et de terminaux SIP; l'extension avec des cartes pour réseaux RNIS et RTC sont en cours de développement (prévues pour début 2010).

### Postes téléphoniques
- Aastra IntelliGate : Aastra IntelliGate intègre de manière autonome des applications essentielles issues de l’environnement CTI et met à disposition des applications logicielles certifiées, largement éprouvées dans le cadre de son programme de partenariat.

- Aastra 5000 : Caractérisées par leur axe de convergence voix/données, les solutions Aastra 5000 contribuent au développement de l'e-Business et de l'Internet et permettent d'offrir des applications unifiées reposant sur des infrastructures évolutives et ouvertes. Cet axe de convergence s'applique aux infrastructures, comme aux applications et aux terminaux et apporte aux utilisateurs des fonctionnalités toujours plus riches.

- Postes SIP[4]: Le protocole SIP est largement reconnu comme le standard de fait pour la technologie IP. Grâce à ce protocole, les produits des équipementiers sont interopérables et les clients disposent ainsi d’un vaste choix. Aastra se consacre au développement de produits normalisés pour que nos clients réalisent pleinement l’intérêt de passer à la technologie IP. Aastra fourni également les modules pour utiliser ces postes IP avec Trixbox, le logiciel open source IPBX basé sur Asterisk.

### Solutions
- Centres d'appels et centres de contacts
- Communications Unifiées : intégration des agendas, gestion des contacts et centralisation de l'information sur une plateforme unique CTI (email, fax, messages vocaux).
- Téléphonie sur IP : convergence fixe-mobile.
- Mobilité

## Orientations stratégiques
En 2005, plus de 10 % du chiffre d’affaires d’Aastra était consacré à la recherche au développement.
La R&D se concentre sur la mise en œuvre de la technologie téléphonie sur IP (ToIP, VoIP, SIP) qui est l'avenir reconnu du marché des équipements télécoms, notamment en ce qui concerne les réseaux, les terminaux et les solutions de mobilité.